# Дунсян

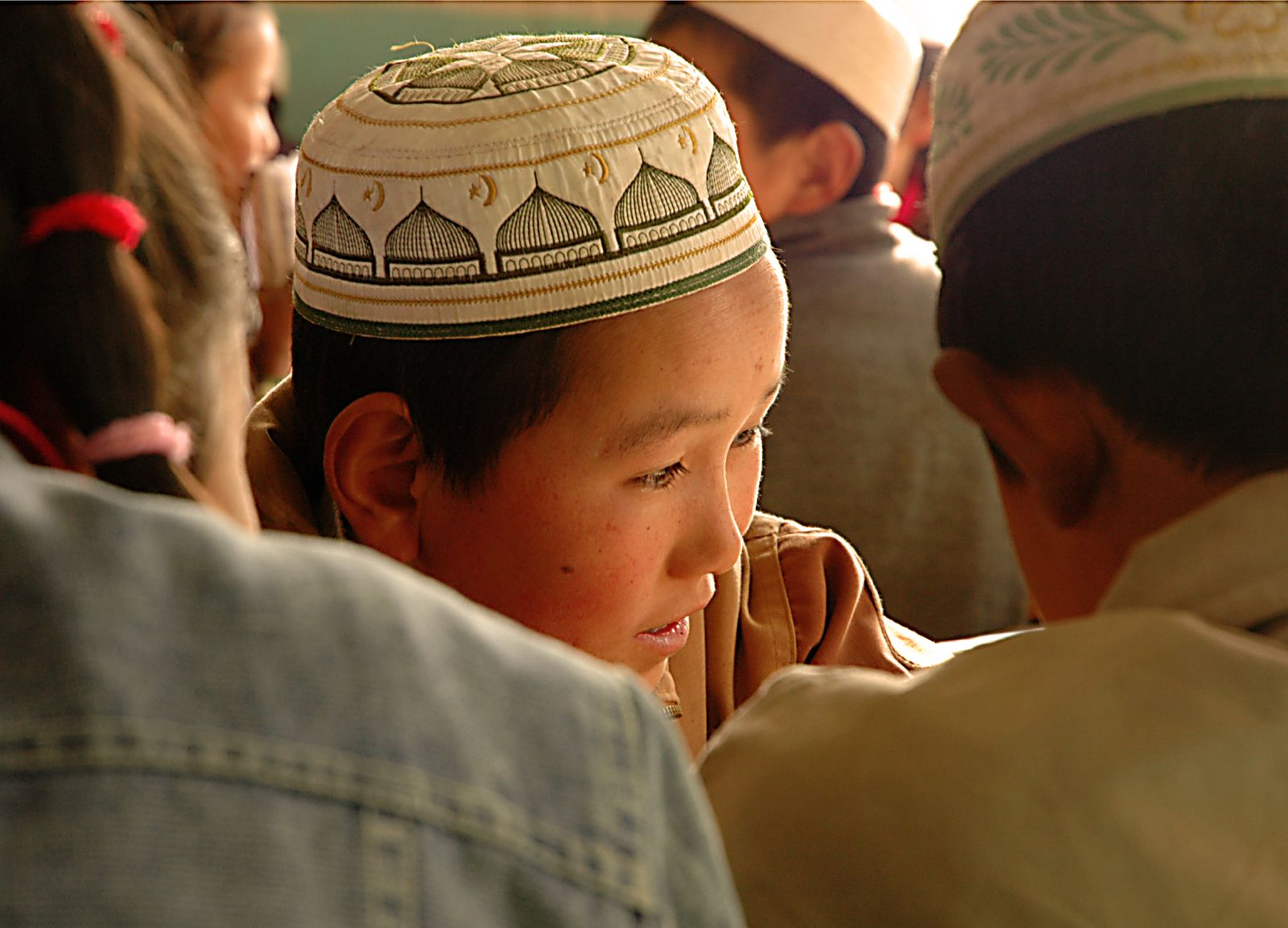
Дунсянский школьник

Дунся́н или Дунся́не (самоназвание: сарта (кит. 撒尔塔) или санта; кит. упр. 东乡族, пиньинь Dōngxiāngzú) — монгольский народ, проживающий в северо-западном Китае.
По языку и культуре сродни другим монголам, но придерживаются ислама, так же как и их соседи дунгане. Дунсяне являются одним из 56 официально признанных национальных меньшинств КНР. Лишь около половины из них говорят на дунсянском языке, остальные — по-китайски.

## Название
В русской литературе также были в прошлом известны как широнголы, широнгол-монголы. В наши дни, впрочем, термин «широнгол» употребляется лингвистами по отношению к группе родственных языков, в которую кроме дунсянского входят также баоаньский и языки народа ту.
Китайское название значит «восточное село» — по названию местности к востоку от города Линься.

## Ареал и численность
По Пятой Всекитайской переписи населения 2000 года, в КНР насчитывалось 513 805 дунсян.
Около половины всех дунсян проживает в Линься-Хуэйском автономном округе на юго-западе провинции Ганьсу (250 тыс. дунсян), в котором для них созданы Дунсянский автономный уезд и Цзишишань-Баоань-Дунсян-Саларский автономный уезд. Дунсяне живут также в соседних уездах и округах.
Меньшее число (55 841 по переписи 2000 года) проживает в Синьцзян-Уйгурском автономном районе, в уездах Инин и Хочэн Или-Казахского автономного округа.

## История
Предки дунсян — группа монголов-мусульман, переселившихся в XIII веке в Ганьсу. Испытали влияние китайских мусульман хуэй (жилище, одежда, обряды).

## Культура

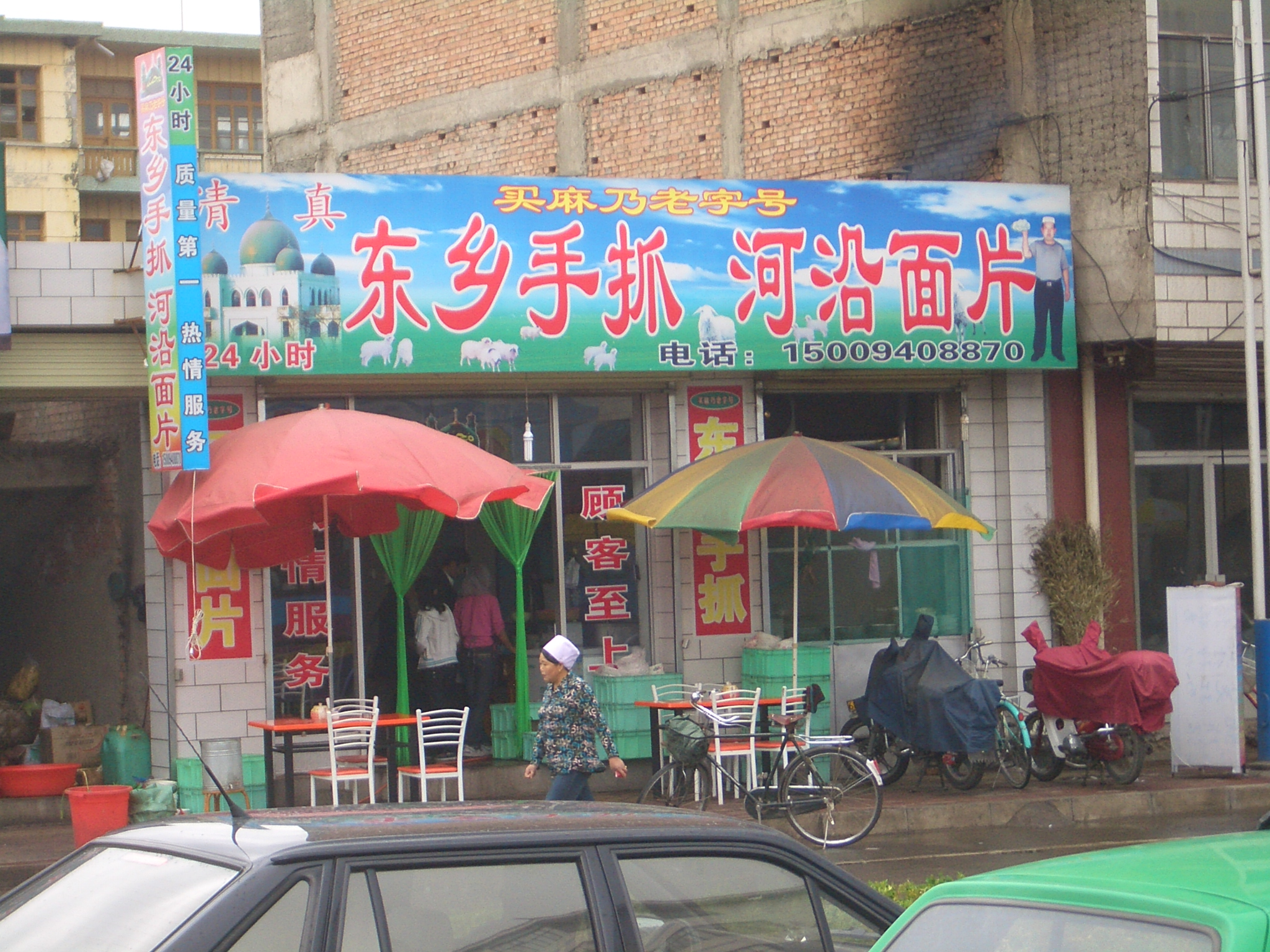
Дунсянский ресторан в г. Линься

Основное занятие — земледелие, применяются ирригация и террасирование горных склонов; сохраняет значение охота. Из ремёсел развиты обработка шерсти и кож (войлок?), дерева, серебра, кузнечество.
Традиционная усадьба — замкнутый двор, обнесенный сырцовой стеной. Жилище — саманное, окна обращены во двор, отапливалось каном.
Мужская одежда — штаны, хлопчатобумажная куртка и халат (зимой — на вате), маленькая чёрная шапочка, женская — штаны, правозапашной халат, платок (у пожилых — белый, у молодых — чёрный, у девушек — зелёный). Обувь — матерчатые туфли; в отличие от других мусульман Китая, практиковалось бинтование ног у женщин.
Праздники общемусульманские, характерен также праздник факелов (в мае).
Фольклор — исторические предания и поэмы, песни.